# Biophytum boussingaultii
Biophytum boussingaultii là một loài thực vật có hoa trong họ Chua me đất. Loài này được Klotzsch ex R.Knuth mô tả khoa học đầu tiên năm 1930.